# Сулимовский, Николай Александрович
Николай Александрович Сулимовский (15 сентября 1905 — 25 июля 1961) — советский военный деятель, инженер-контр-адмирал, участник Великой Отечественной войны. Дважды лауреат Сталинской премии (1946, 1951).

## Биография
Николай Александрович Сулимовский родился 15 сентября 1905 года в Харькове. В 1933 году окончил Харьковский механико-машиностроительный институт, после чего поступил на службу в Военно-морской флот СССР. В 1934 году окончил курсы усовершенствования при Военно-морском инженерном училище имени Ф. Э. Дзержинского, после прохождения специальной стажировки защитил диплом в Военно-морской академии имени К. Е. Ворошилова. С апреля 1934 года служил в Ленинграде, на испытательном морском полигоне. В апреле 1935 года перешёл на службу в Артиллерийский научно-исследовательский морской институт Военно-морского флота СССР. Принимал активное участие в разработке новейших на тот момент артиллерийских систем для крейсеров и эсминцев советского флота.
Вскоре после начала Великой Отечественной войны Сулимовский был назначен старшим инженером-артиллеристом по материальной части Управления начальника артиллерии Морской обороны Ленинграда и Озёрного района. После установления блокады Ленинграда, в октябре 1941 года, он возглавил инженерно-технический отдел Управления артиллерии Балтийского флота. Принимал активное участие в разработке проектов и строительстве новых батарей для морской обороны Ленинграда. Ему принадлежала идея использования пятидесятитонных железнодорожных платформ для размещения на них 130-миллиметровых и 152-миллиметровых батарей. Лично проводил технические испытания, составлял нормы технического снабжения. С мая 1942 года — вновь в Артиллерийском научно-исследовательском морском институте Военно-морского флота СССР. Был начальником отделения, затем последовательно начальником 1-го, 2-го и 6-го отделов этого института. Под руководством Сулимовского был создан целый ряд мощных зенитных установок, значительно усиливших противовоздушную оборону кораблей и батарей береговой обороны флота. Большое внимание уделял вопросам подготовки и повышения квалификации молодых инженеров.
После окончания войны продолжал службу в Военно-морском флоте СССР. В 1949—1957 годах возглавлял Научно-исследовательский институт реактивного вооружения ВМФ СССР в Ленинграде, в 1957—1959 годах — Научно-исследовательский институт реактивного и артиллерийского вооружения ВМФ СССР. Внёс большой вклад в развитие советской корабельной артиллерии, руководил созданием первых советских корабельных ракетных комплексов. В марте 1959 года вышел в отставку. Умер 25 июля 1961 года, похоронен на Серафимовском кладбище Санкт-Петербурга.

## Награды
- Орден Красного Знамени (30 апреля 1954 года);
- Орден Отечественной войны 1-й степени (6 марта 1945 года);
- Орден Отечественной войны 2-й степени (28 июля 1947 года);
- 2 ордена Красной Звезды (13 ноября 1941 года, 20 июня 1949 года);
- Медали «За боевые заслуги» (3 ноября 1944 года), «За оборону Ленинграда» и другие медали;
- Сталинская премия:
  - 2-я степень (1946 год; в составе коллектива) — за разработку конструкции новых образцов морского артиллерийского вооружения;
  - 1-я степень (1951 год; в составе коллектива) — за работу в области военной техники.